# Franz Xaver von Riedmüller

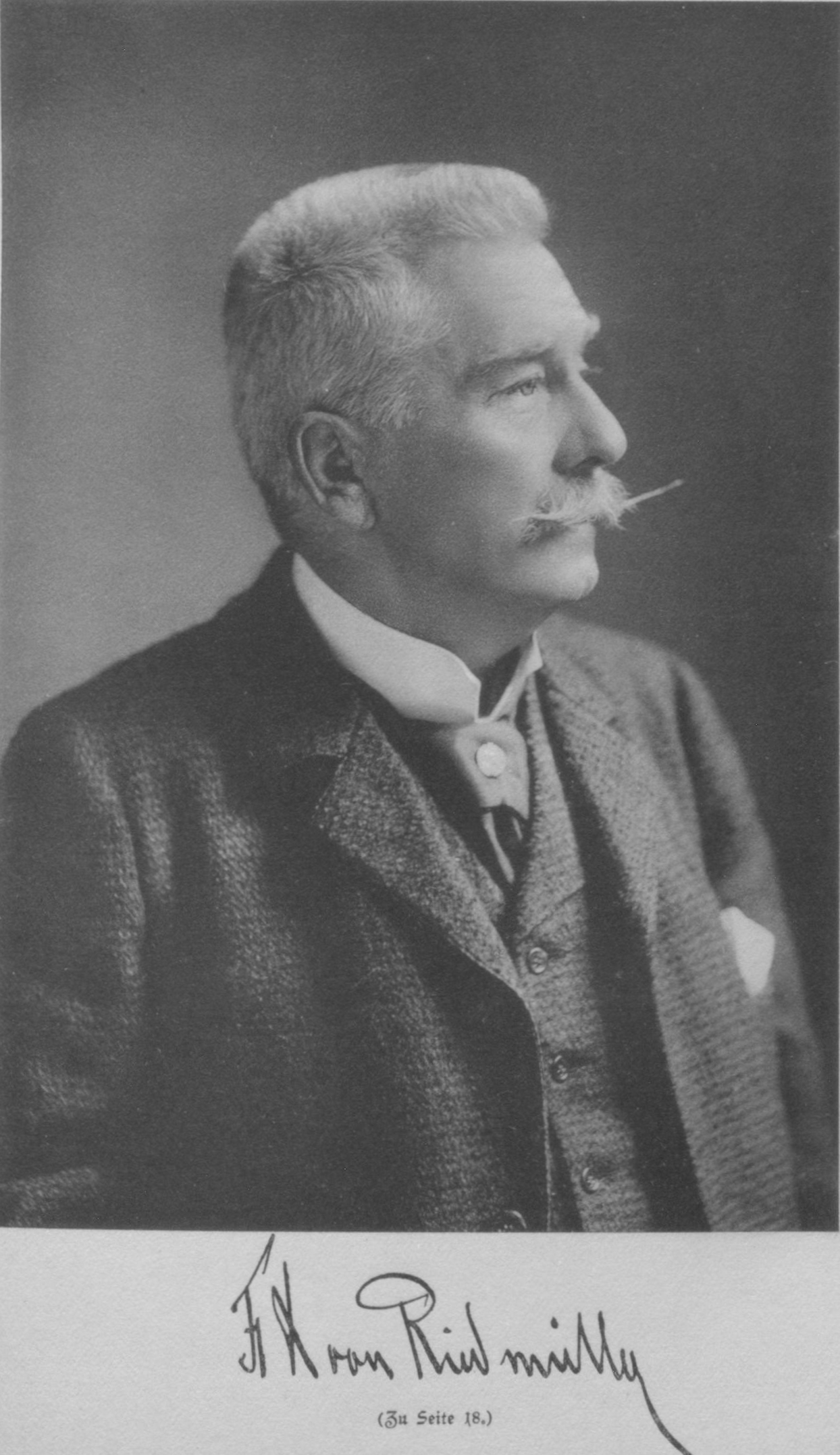
Franz Xaver von Riedmüller.

Franz Xaver von Riedmüller, född den 22 januari 1829 i Konstanz, död den 27 oktober 1901 i Stuttgart, var en tysk målare.
Riedmüller vistades i sin ungdom fem år i Ungern, där han tecknade landskap efter naturen, studerade från 1856 för Schirmer i Karlsruhe och slog sig 1864 ned i Stuttgart. Han målade helst sjöar i månbelysning, skogsdälder och bergstrakter. Till hans bästa arbeten hör Die Heidenlöcher vid Überlingensjön, Kolarhydda, Parti från Königssee, landskap från Walensee, från Bodensjön, Berchtesgaden, Schwarzwald och Maderandalen. Han blev även berömd för sina kolteckningar och akvareller.